# 키프로스 올림픽 위원회
키프로스 올림픽 위원회(그리스어: Κυπριακή Ολυμπιακή Επιτροπή)는 키프로스의 국가 올림픽 위원회이다. IOC 코드는 CYP이다. 본부는 니코시아에 있으며 유럽 올림픽 위원회에 소속되어 있다.
1974년에 설립되었으며 1979년에 국제 올림픽 위원회의 승인을 받았다. 29개 국가 하계 스포츠 종목 연맹과 2개 국가 동계 스포츠 종목 연맹이 소속되어 있으며 키프로스의 스포츠 발전을 담당한다. 또한 올림픽, 유러피언 게임, 유럽 소국 경기 대회, 코먼웰스 게임을 비롯한 국제 스포츠 대회에 참가하는 키프로스의 선수들을 대표한다.

## 같이 보기
- 올림픽 키프로스 선수단